# Argyra pseudosuperba
Argyra pseudosuperba är en tvåvingeart som beskrevs av Jennifer L. Hollis 1964. Argyra pseudosuperba ingår i släktet Argyra och familjen styltflugor. Inga underarter finns listade i Catalogue of Life.